# NGC 7203
NGC 7203 je prečkasta spiralna galaktika u zviježđu Južnoj ribi. 

## Vanjske poveznice
- (engl.) SEDS: NGC 7203
- (engl.) Hartmut Frommert: Revidirani Novi opći katalog
- (engl.) Izvangalaktička baza podataka NASA-e i IPAC-a
- (engl.) Astronomska baza podataka SIMBAD
- (engl.) VizieR
- DSS-ova slika NGC 7203  Arhivirana inačica izvorne stranice od 26. ožujka 2016. (Wayback Machine)
- (engl.) Auke Slotegraaf: NGC 7203 Deep Sky Observer's Companion
- (engl.) Courtney Seligman: Objekti Novog općeg kataloga: NGC 7200 - 7249